# Mont de Conques
El Mont de Conques és una zona d'uns 5 km² situada a la comarca del Pallars Jussà lleugerament elevat sobre el seu entorn amb una forma planar/ovalada i costats generalment amb penya-segats que es podria definir morfològicament com una mesa. No és pròpiament una muntanya, en el sentit que no presenta una elevació destacada en el seu entorn. La morfologia ovalada de la part central esta associada a un nombre de doms de tova composts de tova calcaria que l'hi donen aquesta geomorfologia singular.
Pertany íntegrament a l'antic terme de Conques, actualment inclòs en el municipi d'Isona i Conca Dellà. La vila de Conques és al sud del Mont de Conques, que s'estén entre les valls del barranc de la Boïga (a llevant) i de lo Torrent de Figuerola d'Orcau (a ponent). El límit nord el forma el territori dels Estanys de Basturs. El santuari de la Mare de Déu de les Esplugues situat a l'extrem nord-est del Mont de Conques, en un turonet que fa una avançada cap a la vall del barranc de la Boïga. A l'extrem diagonalment oposat, i damunt mateix de la vila de Figuerola d'Orcau, se situa l'antiga ermita de Sant Bartomeu, destruïda durant la guerra i refeta modernament sense cap edifici que tingui sostre. El seu límit sud el marca el turó on s'assentava el castell de Conques.

## Geologia
El Mont de Conques es una formació geològica única a Europa consistent en un complex de doms de tova que formen una plataforma elevada lleugerament ovalada en forma de mesa. Els doms de tova es van formar a partir de surgencies fòssils d'aigües altament carbonatades identificades al Mont de Conques (El Colector, Tossal de la Cassola, Els Fornons, Estany del Marcelino). En general presenten disposició horitzontal/subhorizontal a les parts centrals i més inclinada cap a les zones més perifèriques. Els doms de tova, formats per tova calcària (popularment anomenada tosca), es formen gràcies a surgències d'aigües subterrànies riques en carbonat de calci. Aquestes aigües, en aflorar a la superfície pateixen una descompressió que provoca la precipitació del carbonat de calci que conté l'aigua als marges d'aquestes surgències. La precipitació de carbonat de calci durant mes de 300,000 anys ha donat lloc als dipòsits de tova calcaria o tosca que trobem actualment. Les toves del Mont de Conques, formades mitjançant aquest procés, assoleixen un gruix màxim de 40 metres a la part Central (El Colector), són en general poc consistents i presenten alta porositat. Des d'un punt de vista geomorfològic es poden classificar en toves de pendent, anulars, de cubeta i de conducte, estan intercalades amb nivells sorrencs-farinosos que es dipositaren durant el Pleistocè mitjà i presenten edats compreses entre abans de 350 ka a 214 ka BP. En les zones marginals mostren certa inclinació cap al marge en forma de toves de vessant. A la base es presenten localment interdigitats amb conglomerats i graves corresponents a dipòsits al·luvials del Quaternari. L'aparició dels Estanys de Basturs i altres fonts a cotes inferiors durant els últims 20,000 anys va ocasionar una baixada del nivell freàtic provocant la desactivació dels estanys del Mont de Conques (Colector, Tossal de la Cassola, Els Fornons), situats a cotes més elevades.

## Història

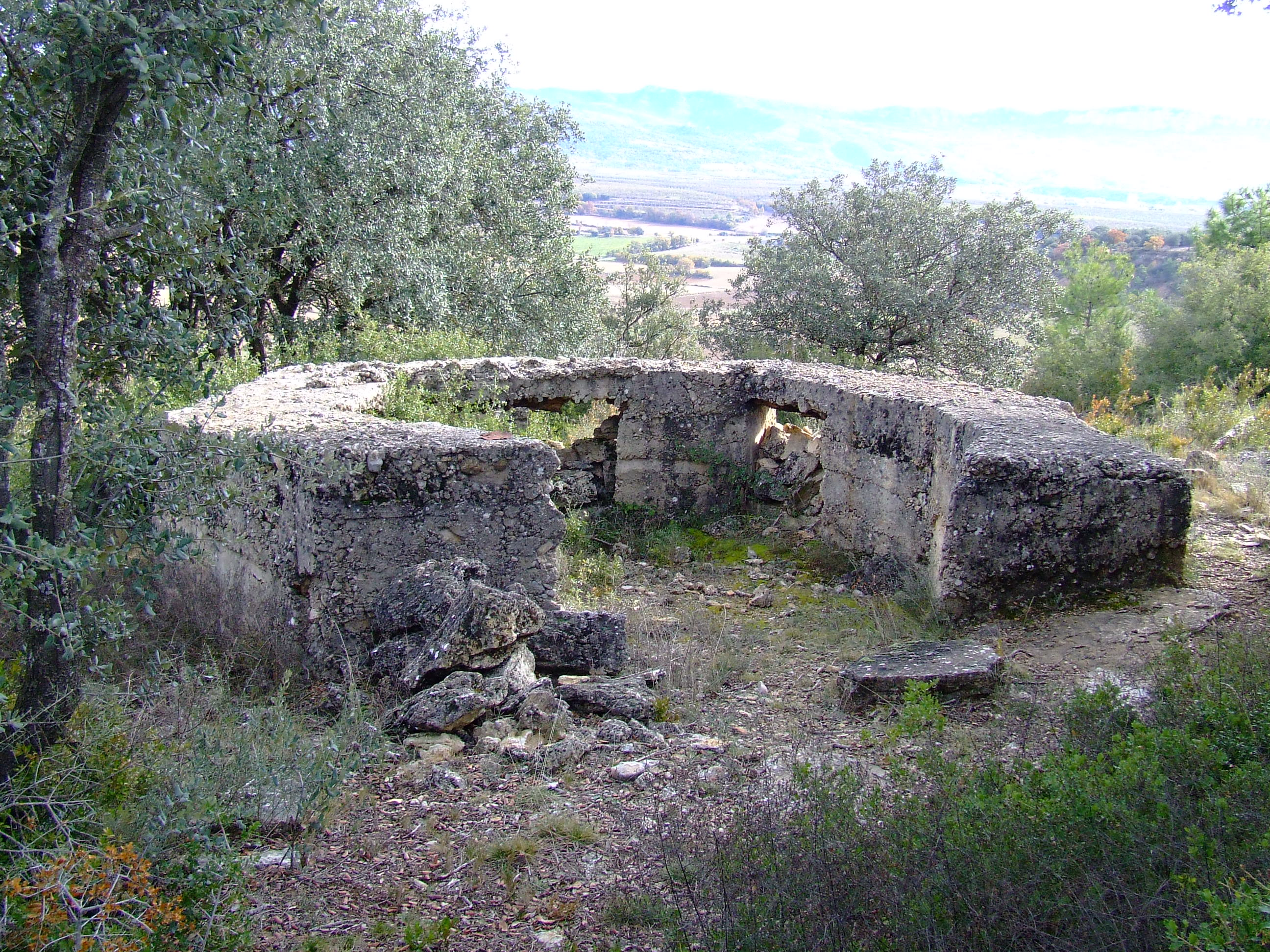
Un dels nius de metralladores de la Guerra Civil al Mont de Conques

El Mont de Conques fou escenari, l'any 1938, de lluites constants entre feixistes i republicans, durant la darrera guerra civil. Els primers va establir la línia de front a les serres de l'entorn d'Orcau (sobretot Sant Corneli i els seus contraforts, mentre que els segons defensaven el territori des de la línia que va d'Isona a Abella de la Conca. Les tropes franquistes van prendre posicions al Mont de Conques, on van construir nombroses trinxeres i búnquers (que en bona part encara es conserven), mentre que els republicans van atacar aquesta posició diverses vegades, i s'hi va lluitar acarnissadament, com testimonia, per exemple, la façana de la Mare de Déu de les Esplugues. Més de mig any van durar els combats per fer-se, uns i altres, amb el control del Mont de Conques.